# Felixsee
Felixsee es un municipio situado en el distrito de Spree-Neiße, en el estado federado de Brandeburgo (Alemania), a una altitud de 140 metros. Su población a finales de 2016 era de 1900 habs. y su densidad poblacional, 50 hab/km².